# Степановка (Спасский район)
Степановка — село в Спасском районе Рязанской области, входит в состав Перкинского сельского поселения. 

## География
Село расположено на берегу реки Истья в 11 км на северо-запад от центра поселения села Перкино и в 20 км на юго-запад от районного центра города Спасск-Рязанский. 

## История
Степановское в качестве сельца с церковью Николая Чудотворца упоминается в выписи на вотчины Рязанских архиереев 1568 года. В начале XVIII века в селе была построена новая деревянная Никольская церковь. В 1761 году иер. Онисим просил о выдаче ему сборной книги на перестройку церкви, которая ему и была дана. В 1822 году помещик Стерлигов испрашивал дозволение на перемену столбов под колокольню. 
В XIX — начале XX века село входило в состав Перкинской волости Спасского уезда Рязанской губернии. В 1906 году в селе было 47 дворов.
С 1929 года село являлось центром Степановского сельсовета Спасского района Рязанского округа Московской области, с 1937 года — в составе Рязанской области, с 1957 года — в составе Огородниковского сельсовета, с 2005 года — в составе Перкинского сельского поселения.

## Население
| 1859 | 1906 | 2010 |
| ---- | ---- | ---- |
| 149  | ↗433 | ↘13  |